# Bernhard Estlander
Bernhard Rudolf Estlander, född 20 april 1863 i Helsingfors i Finland, död 24 april 1931 i samma stad, var en finlandssvensk historiker och skolman. Han  tillhörde en gammal kultursläkt och var son till Carl Gustaf Estlander, bror till Hedvig Estlander och brorson till Jakob August Estlander.
Estlander studerade klassiska språk, estetik och litteraturhistoria och avlade kandidat- samt magisterexamen i filosofi 1886.
Estlander var föreståndare för Nya Svenska Läroverket (nuvarande Gymnasiet Lärkan) i Helsingfors och under åren 1922–1931 rektor för Brändö svenska samskola i Helsingfors. Han utgav en mängd läro- och läseböcker i historia för de allmänna läroverkens behov samt skrev ett stort antal historiska verk, bland dem en omfattande skildring av Finlands öden efter 1808, Elva årtionden ur Finlands historia.
Under förtrycksperioderna förde Estlander en kamp mot ökad undervisning i ryska, Rysslands historia och geografi, mot förbud av vissa läroböcker samt mot att hänga upp kejsarporträtt och fira ryska högtider och jubileer.
Han gifte sig 1912 med filosofie magistern och matematiklärarinnan Sanny Olivia från ätten Söderhjelm.  Han var en uppskattad pedagog som hyllades av såväl elever som kolleger under sin livstid. År 1931 tilldelades han ett pris för sina litterära insatser av Svenska litteratursällskapet.

## Utmärkelser
- Riddartecknet av Finlands Vita Ros’ orden,  1923[3]

[Redigera Wikidata]

## Publikationer
- Hembygdslära.  Förberedande geografi i samarbete med Anna Nordman och Aina Nordström. Helsingfors 1902.
- Om undervisningens form vid den lägre historiekursen. Ingår i ”Berättelser (över) Nya svenska läroverket i Helsingfors 21 (1902/1903)”. Helsingfors 1903.
- King Fjalar: a poem in five songs. Helsingfors 1904.
- De bibliska berättelserna på historisk grund I. Gamla Testamentet. Stockholm 1913.
- Finlands historia i korta berättelser. Helsingfors 1919.
- Elva årtionden ur Finlands historia, 5 band. Illustrerad version. Stockholm 1929–1930 (första boken kom ut 1919, men då var den inte illustrerad).
- Världshistoria och världskultur i korta berättelser. Helsingfors 1924.
- Eugen Schauman: en livsbild ur Finlands kamp mot Ryssland. Helsingfors 1924.
- Ernst Linder d. ä. En märkesman inom den liberala rörelsen i Finland: levnadsteckning. Helsingfors 1925.
- Finne och finländare, en utredning. Helsingfors 1926.
- En finländsk karolin: Carl Gustaf Granfelt: levnadsteckning. Helsingfors 1927.
- Mathias Alexander Castrén: hans resor och forskningar: en levnadsteckning. Helsingfors 1928.
- Förberedande geografi. Helsingfors 1931.
- Från hav och hov: amiral Oscar von Kræmers levnadslopp skildrat på grundvalen av efterlämnade papper. Stockholm 1931.
- Tankar och spörsmål. Helsingfors 1932.
- Allmänna historien i berättelser, 4 band. Stockholm 1956-1963.